# Tjekkisk (sprog)
 For alternative betydninger, se Tjekkisk. (Se også artikler, som begynder med Tjekkisk)
Det tjekkiske sprog (tjekkisk: čeština) tales af henved 12 millioner mennesker, primært boende i Tjekkiet. Tjekkisk hører sammen med slovakisk, lekhitiske sprog, herunder polsk og kasjubisk og øvre- og nedresorbisk til familien af vestslaviske sprog.
Én af de karakteristiske ting ved tjekkisk er, at trykket i ordet altid ligger på den første stavelse. Det kan opleves som usædvanligt, når første stavelse – som det ofte er tilfældet i slaviske sprog – er reduceret ned til et antal konsonanter, hvoraf nogle kan være ambivalente, dvs. med vokaludtale. Eksempelvis Plzeň (= "Pilsen"), der udtales Pl-sen, eller Brno.